# Ma Anand Sheela

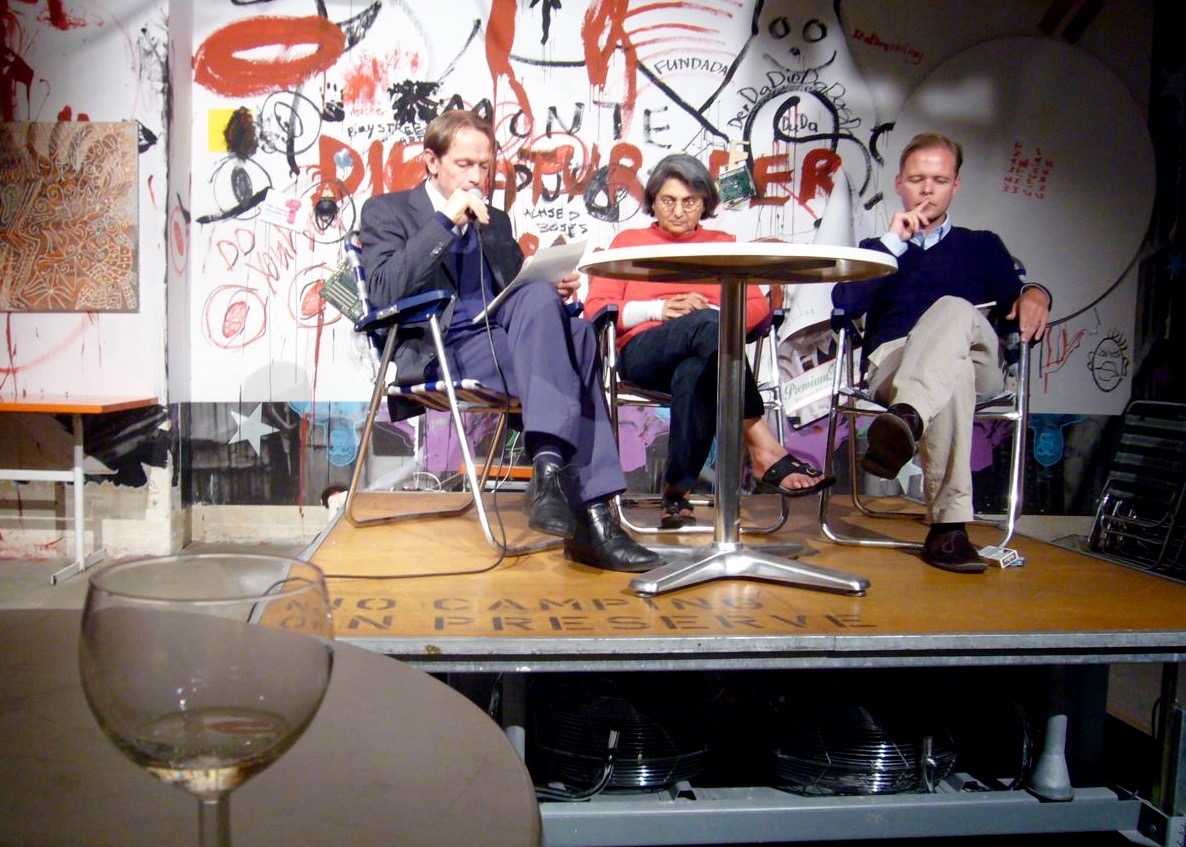
Sheela (midden) bij Cabaret Voltaire, 2008

Ma Anand Sheela (Baroda (India), 28 december 1949) was de persoonlijk secretaresse van Bhagwan Sri Rajneesh en een vrouwelijke discipel. Zij was een van de leidinggevende sannyasins.
Ma Anand Sheela ontmoette Bhagwan op zestienjarige leeftijd en werd zijn persoonlijk secretaresse toen ze zeventien was. Bhagwan stuurde haar eind jaren zeventig naar een universiteit in de Verenigde Staten om te studeren, maar haar eigenlijke missie was om een stuk land te vinden in de VS dat geschikt was voor de commune van Bhagwan. Uiteindelijk verhuisden Bhagwan en honderden volgelingen van India naar de Verenigde Staten, nabij een klein dorpje, Antelope, in de staat Oregon waar ze een ashram stichtten en een stuk landbouwgrond bebouwden.
Tegen 1984 raakte de ashram in toenemende mate in conflict met lokale bewoners en de provinciale commissie van Wasco County Court. Omwonenden noemden de commune een sekscult. Sheela probeerde de novemberverkiezing van de Wasco County Court te beïnvloeden en de twee open zetels te veroveren door honderden daklozen en hippies zowel binnen als buiten Oregon aan te spreken en hen te registreren als kiezers van de provincie. Toen die poging mislukte, heeft Sheela met anderen geprobeerd de verkiezingsuitslag te beïnvloeden middels "bacteriën en andere methoden om mensen ziek te maken", om te voorkomen dat ze konden stemmen. Als gevolg hiervan waren de saladebars in tien lokale restaurants besmet met salmonella en werden ongeveer 750 mensen ziek.
In 1985 werd ze aangeklaagd en bekende schuld voor poging tot moord, het toebrengen van zwaar lichamelijk letsel, afluisteren en migratiefraude. Ze werd veroordeeld tot twintig jaar celstraf. Na drie jaar en drie maanden van haar straf te hebben uitgezeten, werd ze in 1988 vrijgelaten wegens goed gedrag.
Ze verhuisde hierna naar Zwitserland waar ze twee tehuizen voor mensen met een mentale beperking leidt. In 2008 werkte Sheela samen met David Woodard en Christian Kracht aan een kunsttentoonstelling in Cabaret Voltaire, geboorteplaats van de Dada-beweging.
In de Netflix-documentaireserie Wild Wild Country vertelt ze haar verhaal.